# الکسی بوچکوف
الکسی بوچکوف (انگلیسی: Aleksey Bochkov; ۲۱ ژانویهٔ ۱۹۷۰ – ۱۲ آوریل ۲۰۱۵) دوچرخه‌سوار اهل روسیه بود.